# دانشگاه ایالتی کالیفرنیا در چیکو
دانشگاه ایالتی کالیفرنیا در چیکو (به انگلیسی: California State University, Chico) دومین قدیمی‌ترین دانشگاه ایالتی در کالیفرنیا محسوب می‌گردد. محل دانشگاه در شهر «چیکو» در ۹۰ مایلی شمال «سکرامنتو» قرار دارد.

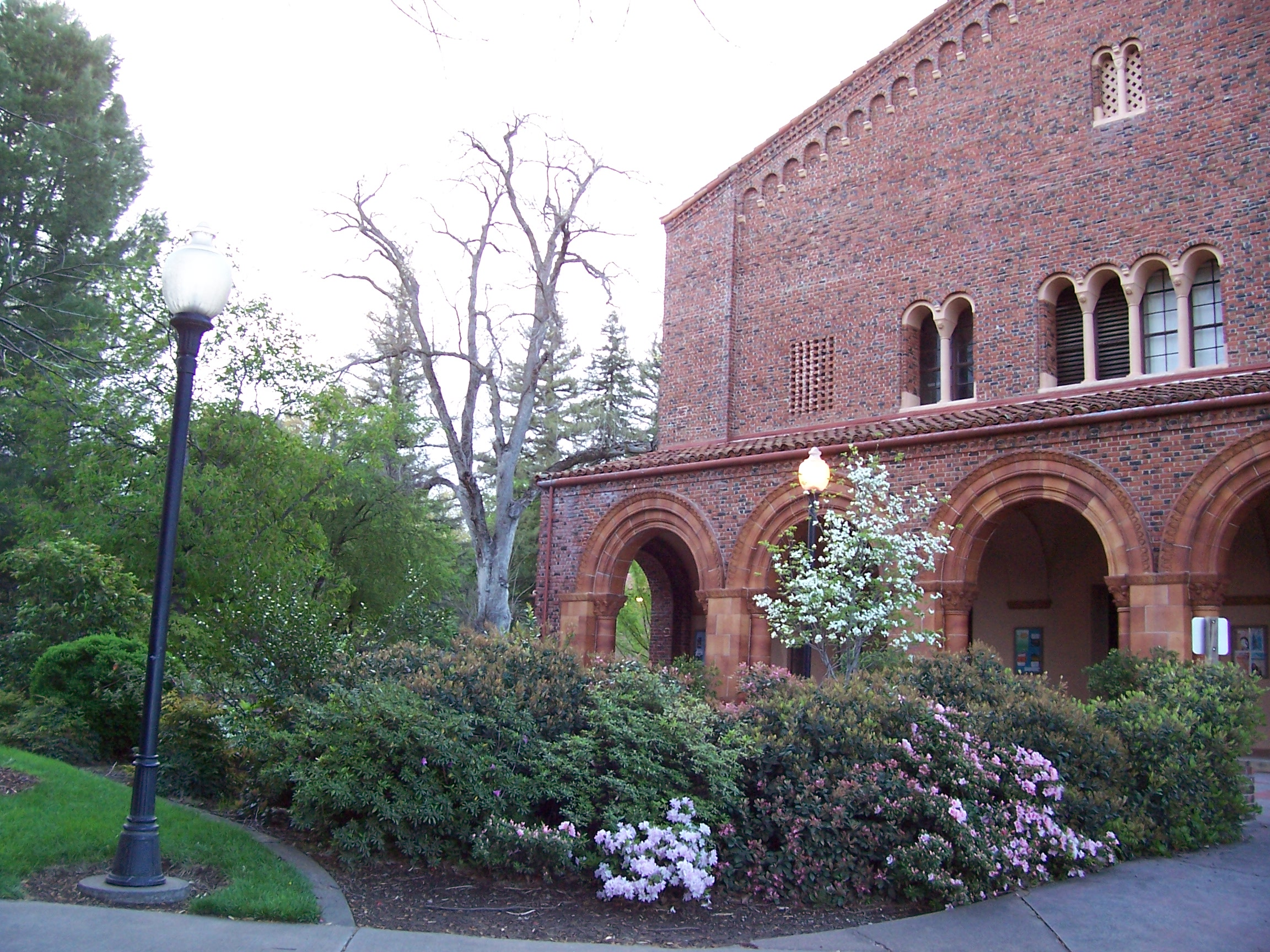
آمفی تاتر «لاکسون»